# مواسير كلاوديو بينتو
مواسير كلاوديو بينتو (بالبرتغالية: Moacir Claudino Pinto‏) (مواليد 18 مايو 1936) هو لاعب كرة قدم. يلعب مع منتخب البرازيل لكرة القدم. سبق له أن لعب في كأس العالم لكرة القدم مع منتخب بلاده.

## روابط خارجية
- مواسير كلاوديو بينتو على موقع الاتحاد الدولي (مؤرشف)  (الإنجليزية)
- مواسير كلاوديو بينتو على موقع قاعدة بيانات كرة القدم.إي يو (الإنجليزية)
- مواسير كلاوديو بينتو على موقع ناشيونال فوتبول تيمز (الإنجليزية)
- مواسير كلاوديو بينتو على موقع Soccerway.com (الإنجليزية)
- مواسير كلاوديو بينتو على موقع عالم كرة القدم.نت (الإنجليزية)